# Syzygium leptostemon
Syzygium leptostemon är en myrtenväxtart som först beskrevs av Pieter Willem Korthals, och fick sitt nu gällande namn av Elmer Drew Merrill och Lily May Perry. Syzygium leptostemon ingår i släktet Syzygium och familjen myrtenväxter. Inga underarter finns listade i Catalogue of Life.